# Jefke Janssen
Pour les articles homonymes, voir Janssen.

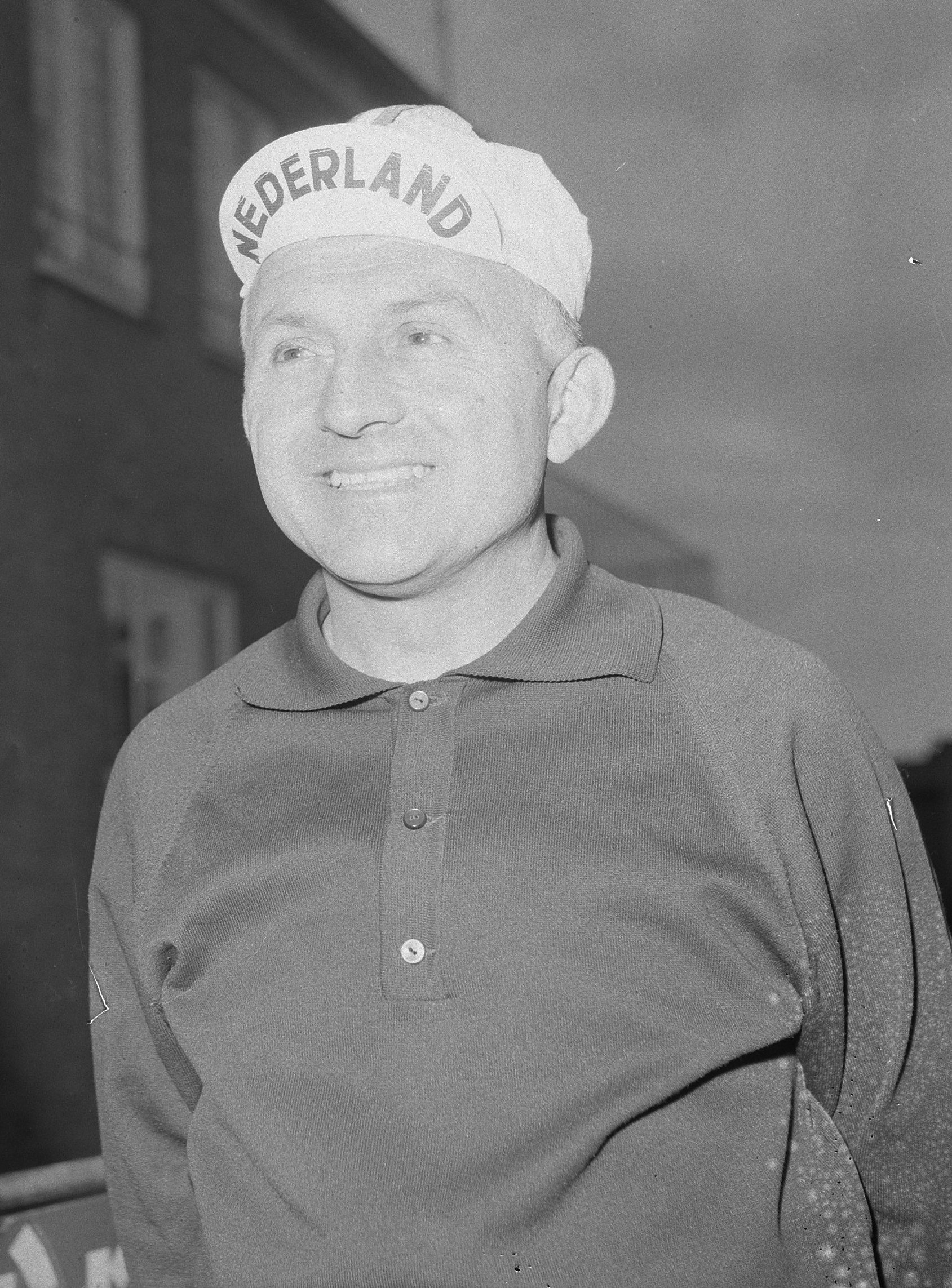
Jefke Janssen (1965)

Jefke Janssen, également appelé Jef ou Sjef ou Sjefke Janssen (né le 28 octobre 1919 à Elsloo, et mort le 3 décembre 2014) est un coureur cycliste néerlandais. Professionnel de 1945 à 1954, il a notamment été troisième du championnat du monde sur route de 1947 et champion des Pays-Bas sur route en 1947 et 1949.

## Palmarès
- 1946
  - 9ea étape du Tour d'Espagne (contre-la-montre par équipes)
- 1947
  -  Champion des Pays-Bas sur route
  -  Médaillé de bronze du championnat du monde sur route
  - 3e du Grand Prix de la Famenne
- 1948
  - 6e du Tour de Romandie
- 1949
  -  Champion des Pays-Bas sur route
- 1950
  - 3e du championnat des Pays-Bas sur route

## Résultats sur les grands tours

### Tour de France
4 participations
- 1947 : 32e
- 1948 : 36e
- 1950 : non-partant (5e étape)
- 1953 : hors délais (7e étape)

### Tour d'Espagne
1 participation
- 1946 : abandon (11e étape[3]), vainqueur de la 9ea étape (contre-la-montre par équipes)